# Manhwa

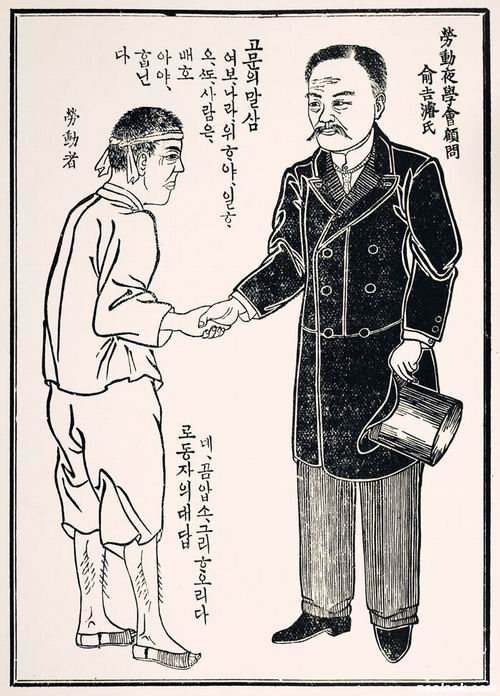
Historický manhwa dřevoryt z roku 1908

Manhwa (hangul 만화) je termín, který v Koreji označuje jakékoliv komiksy a kreslené vtipy, mimo Koreu se používá především pro specifický druh komiksů, vytvářený převážně v Jižní Koreji. Ve své mainstreamové podobně je blízký japonskému stylu manga, od kterého se ale kresebným stylem v některých detailech odlišují, v západním světě je s ním někdy spojován; nedosahuje sice takové popularity jako japonská manga, ale má své příznivce.
Oči postav jsou často zvýrazněny (ale málokdy neúměrně zvětšeny), proporce postav a tváří ale jinak zůstávají normální. Oproti manze manhwa méně využívá stínování a více tzv. screentone. Manhwa komiksy se na rozdíl od manga čtou zleva doprava. Mnoho manhwa komiksů bylo adaptováno do animovaných filmů, které zpravidla zachovávají jeho specifický kresebný styl, několik z nich vyšlo i česky.

## Jihokorejská manhwa vydavatelství
Poznámka: jedná se o pouze vybraná vydavatelství
- Daewon C.I.
- Haksan Culture Company
- Seoul Culture Corporation
- Shinwon Agency Corporation

## Webtoon
Webtoony si v poslední době získaly popularitu díky volnému přístupu a dostupnosti online. Dnes jsou webtoony kategorizovány jako nová možnost komiksové publikace i mimo Jižní Koreu. To se připisuje jejich jedinečnému formátu a možnosti platby.
Příkladem webtoon společnosti je TapToon, společnost z Jižní Koreji, která má globální službu v TopToonPlus, globální webové stránce založené v angličtině spuštěné v červenci 2021.